# Zagłębie Sosnowiec (piłka nożna) w sezonie 1955
Historia sezonu 1955 w wykonaniu piłkarzy Zagłębia Sosnowiec

Ówczesna nazwa klubu: Stal Sosnowiec.

Drużyna Stali Sosnowiec przystępowała do sezonu 1955 w roli debiutanta w rozgrywkach ówczesnej I ligi.
Sezon rozpoczął się 13 marca od przegranego w Łodzi meczu Pucharu Polski. Tydzień później sosnowiczanie witali się z I ligą. Pierwszy historyczny mecz w I lidze odbył się 20 marca 1955 r. na stadionie przy Al. Mireckiego w Sosnowcu. Rywalem Stali był Górnik Radlin, który uległ jej 4:0. Pierwszą bramkę w I lidze zdobył Czesław Uznański w 23 minucie meczu na 1:0. Pięciu zawodników z Sosnowca zaliczyło debiut na boiskach I-ligowych: Ryszard Głowacki, Paweł Jochemczyk, Paweł Krężel, Witold Majewski i Józef Pocwa. Beniaminek z Sosnowca radził sobie świetnie. Przez 6 kolejek zajmował pozycję lidera bez straty gola. Dopiero mecz z CWKS z 14 maja 1955 i gol Lucjana Brychczego w 87 minucie przerwał niezwykłą serię bramkarza Stali Dziurowicza. Licznik okresu bez straconego gola zatrzymał się na 627 minutach, co stanowi rekord. Rundę wiosenną Stal zakończyła na 3 miejscu za CWKS i ŁKS Włókniarzem, ze stratą 1 punktu do lidera z Łodzi.
W meczu inaugurującym rundę rewanżową (17 sierpnia, mecz z Lechią) kolejni trzej piłkarze zaliczyli debiuty na boiskach I ligi: Jan  Powązka, Marian Szymczyk, Zdzisław Wspaniały. Stal do końca walczyła o najlepszą pozycję w tabeli. Ostatni mecz rozegrany 20 listopada 1955 r. był meczem zaległej 18 kolejki. Decydował on o przyznaniu tytułu mistrzowskiego. Stal podejmowała u siebie warszawski CWKS. Gospodarze juz w 1 minucie zdobyli prowadzenie (gol Uznańskiego) i zaczynali myśleć o mistrzostwie. "Mistrzostwo" trwało zaledwie 13 minut, bowiem w 14 minucie wyrównał Brychczy. Sosnowiczanie niesieni dopingiem 20 tysięcy kibiców nie zdołali pokonać bramkarza gości. Mecz zakończył się remisem 1:1. Ten wynik zdecydował, że klub z Warszawy wywalczył pierwszy w swojej historii tytuł mistrza Polski. Stal została wicemistrzem, co i tak stanowiło ogromny sukces. Sosnowiczanie tydzień później udali się do Chełmka w ramach rozgrywek Pucharu Polski. III-ligowy Włókniarz pokonał wicemistrzów i tym sposobem Stal Sosnowiec zakończyła piłkarskie zmagania w 1955 roku.

## Kadra
Bramkarze: Aleksander Dziurowicz, Jan Powązka

Obrońcy: Marian Masłoń, Roman Musiał, Ryszard Krajewski

Pomocnicy: Paweł Jochemczyk, Józef Pocwa, Witold Majewski, Zdzisław Wspaniały

Napastnicy: Alfred Poloczek, Ryszard Głowacki, Paweł Krężel, Augustyn Pocwa, Marian Szymczyk, Czesław Uznański,

Trener: Włodzimierz Dudek

Prezes: Eugeniusz Zawadzki

### Przybyli
- Marian Szymczyk (powrót z OWKS Kraków po odbyciu służby wojskowej)

### Odeszli
- Andrzej Majewski

## Rozgrywki ligowe[7]
W sezonie 1955 w I lidze wystartowało 12 drużyn:
1. CWKS Warszawa (Legia),
2. Garbarnia Kraków - beniaminek,
3. Górnik Radlin,
4. Gwardia Bydgoszcz (Polonia),
5. Gwardia Kraków (Wisła)
6. Gwardia Warszawa,
7. Kolejarz Poznań (Lech),
8. Lechia Gdańsk - beniaminek,
9. ŁKS Włókniarz Łódź (ŁKS),
10. Ruch Chorzów,
11. Sparta Bytom (Polonia) - mistrz Polski 1954
12. Stal Sosnowiec (Zagłębie) - beniaminek.

### Runda wiosenna
| Nr kolejki | Data       | Miejsce, ilość widzów                      | Gospodarz skład | Gość skład | Wynik | Bramki                                                                                    | Sędzia         | Uwagi |
| ---------- | ---------- | ------------------------------------------ | --- | --- | ----- | ----------------------------------------------------------------------------------------- | -------------- | --- |
| 1          | 20.03.1955 | Sosnowiec, stadion Stali, 8.000            | Stal Sosnowiec Dziurowicz - Masłoń, Musiał, Jochemczyk, J. Pocwa, Poloczek, Głowacki, W. Majewski, Uznański, A. Pocwa Trener: W. Dudek.                        | Górnik Radlin Budny - Warzecha, Grzegoszczyk, Budziński, Bożek, Niedźwiecki, Kudła, Matuła, Stawowy, Dybała, Lisowski Trener: Wilczek.                      | 4:0   | 1:0 Uznański 23', 2:0 Krężel 54', 3:0 Bożek (samobójcza) 64', 4:0 Krężel (rzut karny) 75' | Frąckowski     | Debiut Stali w I lidze |
| 2          | 27.03.1955 | Poznań, stadion na Dębcu, 15.000           | Kolejarz Poznań Paczkowski - Sobkowiak, Szafczyk, Deska, Słoma, Chudziak, Wróbel, Anioła, Pietrzak (46' Kołtuniak), Gogolewski, Wojciechowski Trener: Tarka    | Stal Sosnowiec Dziurowicz - Masłoń, Musiał, Jochemczyk, J. Pocwa, Poloczek, Głowacki, W. Majewski, Uznański, Krężel, A. Pocwa Trener: W. Dudek              | 0:0   | brak                                                                                      | Hasselbusch    | |
| 3          | 03.04.1955 | Sosnowiec, stadion Stali, 20.000           | Stal Sosnowiec Dziurowicz - Masłoń, Musiał, Jochemczyk, J. Pocwa, Poloczek, Głowacki, W. Majewski, Uznański, Krężel, A. Pocwa Trener: W. Dudek                 | Wisła Kraków Jurowicz - Snopkowski, Szczurek, Piotrowski, Wapiennik, Jędrys, Kotaba, Kościelny, Mordarski, Gamaj, Adamczyk Trener: Gracz i Skoraczyński     | 1:0   | 1:0 Krężel 73'                                                                            | Marciniak      | |
| 4          | 17.04.1955 | Gdańsk, stadion Lechii, 20.000             | Lechia Gdańsk H. Gronowaki - Kupcewicz, Korynt, Kusz, Kaleta, Czubała, R. Gronowski, Musiał, Nowicki, Jarczyk, Kobylański Trener: Foryś                        | Stal Sosnowiec Dziurowicz - Masłoń, Musiał, Jochemczyk, J. Pocwa, Poloczek, Głowacki, W. Majewski, Uznański, Krężel, A. Pocwa Trener: W. Dudek              | 0:0   | brak                                                                                      | Szlejfer       | |
| 5          | 24.04.1955 | Sosnowiec, stadion Stali, 15.000           | Stal Sosnowiec Dziurowicz - Masłoń, Musiał, Jochemczyk, J. Pocwa, Poloczek, Głowacki, W. Majewski (46' Krajewski), Uznański, Krężel, A. Pocwa Trener: W. Dudek | Gwardia Warszawa Stefaniszyn - Markowski, Maruszkiewicz, Ochmański, Hodyra, Zientara, Cionek, Brzozowski, Hachorek, Baszkiewicz, Kulesza Trener: Brzozowski | 1:0   | 1:0 Uznański 20'                                                                          | Sperling       | |
| 6          | 08.05.1955 | Chorzów, stadion Ruchu, 40.000             | Ruch Chorzów R. Wyrobek - Gebur, Bartyla, Bomba, Suszczyk, Tim, Wiśniewski, Pohl, Alszer, Cieślik, Kubicki (78' Brajter) Trener: Niemiec                       | Stal Sosnowiec Dziurowicz - Masłoń, Musiał, Jochemczyk, J. Pocwa, Poloczek, Głowacki, W. Majewski, Uznański, Krężel, A. Pocwa Trener: W. Dudek              | 0:0   | brak                                                                                      | Hasselbusch    | Drużynę Ruchu prowadził były trener Stali Adam Niemiec |
| 7          | 14.05.1955 | Warszawa, Stadion Wojska Polskiego, 25.000 | CWKS Warszawa Szymkowiak - Mahseli, Orłowski, Woźniak, Strzykalski, Pieda, Kempny, Brychczy, Kowal, Pol, Cehelik Trener: Steiner                               | Stal Sosnowiec Dziurowicz - Masłoń, Musiał, Jochemczyk, J. Pocwa, Poloczek, Głowacki, W. Majewski, Uznański, Krężel, A. Pocwa Trener: W. Dudek              | 1:0   | 1:0 Brychczy 87'                                                                          | Bukowski       | Pierwszy stracony gol Stali w rozgrywkach I ligi. Seria Dziurowicza 627 minut bez straty bramki została zatrzymana W drużynie CWKS wystąpił były zawodnik Stali - Marceli Strzykalski |
| 9          | 05.06.1955 | Bytom, stadion Sparty, 35.000              | Sparta Bytom Skromny - Dymarczyk, Olejniczak, Cichoń, Narloch, Kauder (9' Piechurko), Sąsiadek, Trampisz, Pielot, Ciupa, Liberda Trener: Koncewicz             | Stal Sosnowiec Dziurowicz - Masłoń, Musiał, Jochemczyk, J. Pocwa, Poloczek, Głowacki, W. Majewski, Uznański, Krężel, Krajewski, A. Pocwa Trener: W. Dudek   | 1:1   | 0:1 Krężel 5' 1:1 Sąsiadek 66'                                                            | Sperling       | |
| 10         | 09.06.1955 | Łódź, stadion ŁKS-Włókniarza, 30.000       | ŁKS-Włókniarz Łódź Szczurzyński - Stusio, Baran, Wlazły, Jańczyk, Koźmiński, Jezierski, Pilarski, Szymborski, Soporek, Kozłowski (80' Urban) Trener: Król      | Stal Sosnowiec Dziurowicz - Masłoń, Musiał, Jochemczyk, J. Pocwa, Poloczek, Głowacki, W. Majewski, Uznański, Krężel, Krajewski Trener: W. Dudek             | 2:1   | 1:0 Soporek 17', 1:1 Krężel 20', 2:1 Pilarski 21'                                         | Aleksandrowicz | |
| 11         | 12.06.1955 | Sosnowiec, stadion Stali, 15.000           | Stal Sosnowiec Dziurowicz - Masłoń, Musiał, Jochemczyk, J. Pocwa, Poloczek, Krajewski, W. Majewski, Uznański, Krężel, Głowacki Trener: W. Dudek                | Garbarnia Kraków Stroniarz - Feluś, Konopelski, Piekulski, Leśniak, Bieniek, Bomba, Browarski, Piątek, Bożek, Glajcar Trener: Kuchynka                      | 2:1   | 1:0 J. Pocwa 61', 2:0 Uznański 75', 2:1 Browarski 83'                                     | Gorączniak     | |
| 8          | 19.06.1955 | Sosnowiec, stadion Stali, 20.000           | Stal Sosnowiec Dziurowicz - Masłoń, Musiał, Jochemczyk, J. Pocwa, Poloczek, Głowacki, A. Pocwa, W. Majewski, Uznański, Krężel, Krajewski Trener: W. Dudek      | Gwardia Bydgoszcz Burchardt - Dziadek, Piskorz, Murzyn, Lizurek, Kutka, Wiśniewski, Szczepański, M. Norkowski, Przybylski, Wojciechowski Trener: Drabiński  | 2:1   | 1:0 W. Majewski 50', 1:1 Szczepański 57' 2:1 Krężel 76'                                   | Biernacik      | mecze 8 kolejki miały być pierwotnie rozegrane 22.05.1955 |

### Runda jesienna
| Nr kolejki | Data       | Miejsce, ilość widzów                      | Gospodarz skład | Gość skład | Wynik | Bramki | Sędzia         | Uwagi |
| ---------- | ---------- | ------------------------------------------ | --- | --- | ----- | --- | -------------- | --- |
| 12         | 17.08.1955 | Sosnowiec, stadion Stali, 20.000           | Stal Sosnowiec Powązka - Szymczyk, Musiał, Jochemczyk, J. Pocwa, Poloczek, A. Pocwa, Głowacki, Uznański, Krężel, Krajewski, Wspaniały Trener: W. Dudek                            | Lechia Gdańsk H. Gronowski (79' Potrykus) - Kusz, Korynt, Lenc, Musiał, Adamczyk, R. Gronowski, Jarczyk, Goździk, Nowicki, Rogocz (46' Kobylański Trener: Foryś         | 0:2   | 0:1 Kobylański 72', 0:2 Goździk 77' | Szlejfer       | |
| 13         | 21.08.1955 | Rybnik, Stadion Miejski, 7.000             | Górnik Radlin Budny - Warzecha, Grzegoszczyk, Budziński, Bożek, Niedźwiecki, Bober, Lisowski, Stawowy, Schleger, Dybała Trener:Zgol                                               | Stal Sosnowiec Powązka - Krajewski, Musiał, Jochemczyk, J. Pocwa, Poloczek, Głowacki, Szymczyk (46' Wspaniały), Uznański, Krężel, A. Pocwa Trener: W. Dudek             | 2:1   | 0:1 Uznański 29', 1:1 Schleger 33', 2:1 Dybała 38'                                                                                           | Handtke        | w 70' Krężel nie wykorzystał rzutu karnego |
| 14         | 28.08.1955 | Sosnowiec, stadion Stali, 10.000           | Stal Sosnowiec Powązka - Krajewski, Musiał, Jochemczyk, J Pocwa, Wspaniały, Głowacki, Szymczyk, Uznański, Krężel, A. Pocwa Trener: W. Dudek                                       | Kolejarz Poznań Paczkowski - Sobkowiak, Szafczyk, Chudziak, Słoma,Rosik, Wróbel, Gogolewski, Anioła, Pietrzak, Wojciechowski Trener: Tarka                              | 1:0   | 1:0 Krężel 12' | Gronowski      | |
| 15         | 04.09.1955 | Kraków, stadion Wisły, 15.000              | Wisła Kraków Jurowicz - Piotrowski, Dudek, Budka, Snopkowski, Michel, Machowski, Adamczyk, Mordarski, Gamaj, Rogoza (55' Kotaba) Trener: Gracz i Skoraczyński                     | Stal Sosnowiec Powązka - Krajewski, Musiał, Jochemczyk, J. Pocwa, Wspaniały, Głowacki, Szymczyk, Uznański, Krężel, A. Pocwa Trener: W. Dudek                            | 0:0   | brak | Aleksandrowicz | |
| 16         | 25.09.1955 | Warszawa, Stadion Wojska Polskiego, 20.000 | Gwardia Warszawa Stefaniszyn - Markowski, Maruszkiewicz, Ochmański, Hodyra, Leśniewski (23' Kulesza), Krajewski, Wiśniewski, Brzozowski, Zientara, Baszkiewicz Trener: Brzozowski | Stal Sosnowiec Powązka - Krajewski, Musiał, Jochemczyk, J. Pocwa, Szymczyk, Głowacki, W. Majewski, Uznański, Krężel, A. Pocwa Trener: W. Dudek                          | 0:2   | 0:1 Krężel 70', 0:2 W. Majewski 88' | Mytnik         | |
| 17         | 02.10.1955 | Sosnowiec, stadion Stali, 25.000           | Stal Sosnowiec Powązka - Krajewski, Musiał, Jochemczyk, Szymczyk, J. Pocwa, Głowacki, W. Majewski, Uznański, Krężel, A. Pocwa Trener: W. Dudek                                    | Ruch Chorzów R. Wyrobek - Gebur, Bartyla, Bomba, Suszczyk, Mateja, E. Pohl, J. Pohl, Alszer, Cieślik, Wiśniewski Trener: Niemiec                                        | 1:1   | 0:1 Cieślik 54', 1:1 A. Pocwa 56' | Marcinkowski   | Drużynę Ruchu prowadził były trener Stali Adam Niemiec |
| 19         | 16.10.1955 | Bydgoszcz, Stadion Gwardii, 5.000          | Gwardia Bydgoszcz Burchardt - Nowacki, Szczepański, Murzyn, Kudła, Lizurek, Dziadek (46' Przybylski), Wiśniewski, M. Norkowski, H. Norkowski, Wojciechowski Trener: Kotlarczyk    | Stal Sosnowiec Dziurowicz - Krajewski, Musiał, Masłoń, J. Pocwa, Szymczyk, Głowacki (46' A. Pocwa), W. Majewski, Uznański, Krężel, Jochemczyk Trener: W. Dudek          | 1:0   | 1:0 M. Norkowski 67' | Gorączniak     | |
| 20         | 23.10.1955 | Sosnowiec, stadion Stali, 20.000           | Stal Sosnowiec Dziurowicz - Masłoń, Musiał, Jochemczyk, Szymczyk, J. Pocwa, Krajewski (65' Poloczek), W. Majewski, Uznański, Krężel, A. Pocwa Trener: W. Dudek                    | Sparta Bytom Skromny - Wolnik, Leszczyński, Olejniczak, Cichoń, Narloch, Widawski (50' Kauder), Sąsiadek, Ciupa, Wieczorek, Liberda, Pielot Trener: Koncewicz           | 4:0   | 1:0 A. Pocwa 30', 2:0 Krężel 46', 3:0 A. Pocwa 62', 4:0 Uznański 75'                                                                         | Koczner        | W składzie Sparty wystąpił były zawodnik Stali - Kurt Wieczorek |
| 21         | 06.11.1955 | Sosnowiec, stadion Stali, 20.000           | Stal Sosnowiec Dziurowicz - Masłoń, Musiał, Jochemczyk, Szymczyk, J. Pocwa, Krajewski, W. Majewski, Uznański, Krężel, A. Pocwa Trener: W. Dudek                                   | ŁKS Włókniarz Łódź Szczurzyński - Jędrzejczak, Wlazły, Koźmiński, Jańczyk, Skibiński, Jezierski, Pilarski, Szymborski, Soporek, Krajewski Trener: Maslovarić            | 6:2   | 1:0 Uznański 5', 2:0 A. Pocwa 13', 3:0 A. Pocwa 14', 4:0 A. Pocwa 24', 4:1 Szymborski 46', 5:1 Uznański 60', 6:1 Krężel 73', 6:2 Soporek 77' | Frąckowski     | Pierwszy klasyczny hat-trick zawodnika Stali w I lidze |
| 22         | 13.11.1955 | Kraków, stadion Garbarni, 25.000           | Garbarnia Kraków Stroniarz - Feluś, Konopelski, Bomba, Leśniak, Bieniek, Kolasa, Kucharski, Browarski, Piątek, Bożek, Glajcar Trener: Kuchynka                                    | Stal Sosnowiec Dziurowicz (75' Powązka) - Masłoń, Musiał, Jochemczyk, J. Pocwa, Szymczyk, Krajewski, Głowacki, W. Majewski, Uznański, Krężel, A. Pocwa Trener: W. Dudek | 1:2   | 0:1 Głowacki 33', 1:1 Feluś 79', , 1:2 Uznański 84'                                                                                          | Szlejfer       | w 53' Bożek nie wykorzystał rzutu karnego |
| 18         | 20.11.1955 | Sosnowiec, stadion Stali, 20.000           | Stal Sosnowiec Dziurowicz - Masłoń, Musiał, Jochemczyk, Szymczyk, J. Pocwa, Krajewski, Głowacki, W. Majewski, Uznański, Krężel, A. Pocwa Trener: W. Dudek                         | CWKS Warszawa Szymkowiak - Mahseli, Grzybowski, Woźniak, Strzykalski, Pieda, Kowal, Brychczy, Kempny, Pol, Cehelik (80' Siekiera) Trener: Steiner                       | 1:1   | 1:0 Uznański 1', 1:1 Brychczy 14' | Fronczyk       | Mistrzem Polski został CWKS, a wicemistrzem Stal. W drużynie CWKS wystąpił były zawodnik Stali - Marceli Strzykalski Pierwotnie mecz miał być rozegrany 9 października 1955 w ramach 18 kolejki. Powodem przełożenia był mecz CWKS z francuskim RC Lens. |

### Tabela końcowa
Mistrzem Polski został CWKS Warszawa - pierwszy raz w historii klubu.

W trakcie sezonu Gwardia Warszawa reprezentowała Polskę w Pucharze Mistrzów

Do II ligi spadły: Sparta Bytom i Górnik Radlin.

Król strzelców: Stanisław Hachorek (Gwardia Warszawa) - 16 bramek.
| Lp | Klub               | Mecze | Punkty | ZWY | REM | POR | Bramki (+) | Bramki (-) | Uwagi             |
| -- | ------------------ | ----- | ------ | --- | --- | --- | ---------- | ---------- | ----------------- |
| 1  | CWKS Warszawa      | 22    | 28     | 12  | 4   | 6   | 48         | 21         | mistrz Polski     |
| 2  | Stal Sosnowiec     | 22    | 27     | 10  | 7   | 5   | 30         | 16         | wicemistrz Polski |
| 3  | Ruch Chorzów       | 22    | 25     | 7   | 11  | 4   | 34         | 25         |                   |
| 4  | Gwardia Warszawa   | 22    | 25     | 11  | 3   | 8   | 38         | 30         |                   |
| 5  | Lechia Gdańsk      | 22    | 23     | 8   | 7   | 7   | 19         | 15         |                   |
| 6  | Garbarnia Kraków   | 22    | 23     | 9   | 5   | 8   | 25         | 21         |                   |
| 7  | Gwardia Kraków     | 22    | 22     | 10  | 2   | 10  | 26         | 29         |                   |
| 8  | ŁKS Włókniarz Łódź | 22    | 21     | 8   | 5   | 9   | 27         | 37         |                   |
| 9  | Kolejarz Poznań    | 22    | 19     | 7   | 5   | 10  | 24         | 35         |                   |
| 10 | Gwardia Bydgoszcz  | 22    | 18     | 6   | 6   | 10  | 18         | 26         |                   |
| 11 | Sparta Bytom       | 22    | 17     | 5   | 7   | 10  | 23         | 36         | spadek            |
| 12 | Górnik Radlin      | 22    | 16     | 5   | 6   | 11  | 20         | 41         | spadek            |

## Rozgrywki Pucharu Polski[9]
Stal Sosnowiec w 1955 r. wystartowała w dwóch edycjach Pucharu Polski. W obu przypadkach drużyna Stali zakończyła swoją przygodę po pierwszym meczu 1/16 finału.

W edycji  1954/1955 Stal przegrała z ówczesnym wicemistrzem Polski - ŁKS Włókniarzem Łódź.

W edycji 1955/1956 była to nie lada sensacja, bowiem sosnowiczanie byli od kilku dni świeżo upieczonymi wicemistrzami Polski. Niestety musieli uznać wyższość III-ligowca z Chełmka.

### Sezon 1954/1955[10]
| Runda       | Data       | Miejsce, ilość widzów              | Gospodarz skład | Gość skład | Wynik | Bramki                                                                  | Sędzia   | Uwagi |
| ----------- | ---------- | ---------------------------------- | --- | --- | ----- | ----------------------------------------------------------------------- | -------- | ----- |
| 1/16 finału | 13.03.1955 | Łódź stadion ŁKS-Włókniarza 10.000 | ŁKS Włókniarz Łódź Kłaczek - Stusio, Wlazły, Baran, Jańczyk, Urban, Jezierski, Soporek, Bączak, Kaźmierczak, Kozłowski Trener: Król | Stal Sosnowiec Dziurowicz - Krajewski, Musiał, Jochemczyk, Poloczek, Szymczyk, Wspaniały, W. Majewski, Krężel, A. Pocwa, Głowacki Trener: Dudek | 3:1   | 1:0 Jańczyk 20', 2:0 Soporek 31', 2:1 A. Pocwa 40', 3:1 Każmierczak 86' | Kuleszir |       |

### Sezon 1955/1956[11]
| Runda       | Data       | Miejsce, ilość widzów            | Gospodarz skład | Gość skład | Wynik | Bramki                                                                                  | Sędzia    | Uwagi                                       |
| ----------- | ---------- | -------------------------------- | --- | --- | ----- | --------------------------------------------------------------------------------------- | --------- | ------------------------------------------- |
| 1/16 finału | 27.11.1955 | Chełmek stadion Włókniarza 5.000 | Włókniarz Chełmek Lewicki - Jugas, Laska, Wesołek, Manzel, Zatorski, Kobylczyk, Loch, Stolarz, Stęchły, Hebda Trener: brak informacji | Stal Sosnowiec Powązka - Masłoń, Krajewski, Jochemczyk, Szymczyk, J. Pocwa, Głowacki, W. Majewski, Uznański - CzK 75', Krężel, A. Pocwa Trener: Dudek | 3:2   | 1:0 Hebda 2', 1:1 W. Majewski 33', 1:2 W. Majewski 35', 2:2 Loch 48', 3:2 Kobylczyk 68' | Piekarski | w 45' Stolarz nie wykorzystał rzutu karnego |

## Występy piłkarzy

### Występy w lidze
W sezonie wystąpiło 15 zawodników Stali.
- 22 mecze - Paweł Jochemczyk, Paweł Krężel, Roman Musiał, Józef Pocwa, Czesław Uznański,
- 20 meczów - Augustyn Pocwa, Ryszard Głowacki,
- 18 meczów - Witold Majewski,
- 16 meczów - Aleksander Dziurowicz, Ryszard Krajewski,
- 15 meczów - Marian Masłoń,
- 14 meczów - Alfred Poloczek,
- 11 meczów - Marian Szymczyk,
- 7 meczów - Jan Powązka,
- 4 mecze - Zdzisław Wspaniały

### Występy w Pucharze Polski
W obu meczach rozgrywek Pucharu Polski zagrało 15 zawodników Stali.

#### Sezon 1954/1955
1 mecz - Aleksander Dziurowicz, Ryszard Głowacki, Paweł Jochemczyk, Ryszard Krajewski, Paweł Krężel, Witold Majewski, Roman Musiał, Augustyn Pocwa, Alfred Poloczek, Marian Szymczyk, Zdzisław Wspaniały

#### Sezon 1955/1956
1 mecz - Ryszard Głowacki, Paweł Jochemczyk, Ryszard Krajewski, Paweł Krężel, Witold Majewski, Marian Masłoń, Augustyn Pocwa, Józef Pocwa, Jan Powązka, Marian Szymczyk, Czesław Uznański

## Zdobywcy bramek

### Zdobywcy bramek w lidze
W trakcie sezonu ligowego 30 bramek dla sosnowieckiej drużyny zdobyło 6 zawodników Stali i 1 zawodnik Górnika Radlin (gol samobójczy)
- 10 bramek - Paweł Krężel,
- 9 bramek - Czesław Uznański,
- 6 bramek - Augustyn Pocwa,
- 2 bramki - Witold Majewski,
- 1 bramka - Ryszard Głowacki, Józef Pocwa,
- 1 bramka samobójcza - Tomasz Bożek (Górnik Radlin)

### Zdobywcy bramek w Pucharze Polski
W meczach Pucharu Polski rozegranych w 1955 roku (dwa sezony: 1954/1955 i 1955/1956) 3 bramki dla Stali zdobyło dwóch zawodników - A. Pocwa i W. Majewski.

#### Sezon 1954/1955
- 1 bramka - Augustyn Pocwa

#### Sezon 1955/1956
- 2 bramki - Witold Majewski

## Pierwsze razy w barwach Stali

### Pierwszy występ ligowy
brak

### Pierwszy występ pucharowy
brak

### Pierwszy gol w lidze
brak

### Pierwszy gol w Pucharze Polski
- brak

## Ostatnie występy w barwach Stali
- Jan Powązka - 27.11.1955, Włókniarz Chełmek - Stal Sosnowiec 3:2, Puchar Polski

## Źródła
1. Jacek Skuta - Zagłębie Sosnowiec. Historia piłki nożnej. Wiara, która przetrwała - Zagłębie SA, Sosnowiec 2018
2. Mirosław Ponczek i Adam Fryc - Dzieje piłki nożnej mężczyzn w Sosnowcu - Progres, Sosnowiec 2006
3. zaglebie.eu - oficjalna strona klubu
4. 100% Zagłębie - www.zaglebie.sosnowiec.pl
5. portal WikiLiga.pl
6. portal 90minut.pl
7. portal hppn.pl